# Diabolis Interium
Diabolis Interium es el tercer álbum de estudio de la banda de Black metal sueco Dark Funeral, lanzado en el 2001, este es el último álbum en ser lanzado por No Fashion Records. La reedición del 2007 contiene un segundo disco que consiste en el EP lanzado bajo el nombre de Teach Children to Worship Satan.

## Lista de canciones (Original)
1. "The Arrival of Satan's Empire" - (3:46)
2. "Hail Murder" - (5:01)
3. "Goddess of Sodomy" - (4:11)
4. "Diabolis Interium" - (4:20)
5. "An Apprentice of Satan" - (6:04)
6. "Thus I Have Spoken" - (4:59)
7. "Armageddon Finally Comes" - (3:21)
8. "Heart of Ice" - (4:34)

## Lista de canciones (Reedición)
Disco: 1
1. "The Arrival of Satan's Empire" - (3:46)
2. "Hail Murder" - (5:02)
3. "Goddess of Sodomy" - (4:11)
4. "Diabolis Interium" - (4:20)
5. "An Apprentice of Satan" - (6:04)
6. "Thus I Have Spoken" - (4:59)
7. "Armageddon Finally Comes" - (3:21)
8. "Heart of Ice" - (4:34)

Disco: 2
1. "An Apprentice of Satan 2000"
2. "The Trail" (cover de King Diamond)
3. "Dead Skin Mask" (cover de Slayer)
4. "Remember the Fallen" (cover de Sodom)
5. "Pagan Fears" (cover de Mayhem)

## Créditos
- Lord Ahriman - Guitarra
- Emperor Magus Caligula - Bajo/Voz
- Matte Modin - Batería (Excepto en el Disco 2)
- Dominion - Guitarra
- Gaahnfaust - Batería (Disco 2)

- Datos: Q904900